# گینو گارداشانیچ
گینو گارداشانیچ (کرواتی: Gardašanić؛ ۲۶ نوامبر ۱۹۲۲ – ۱۲ فوریهٔ ۲۰۱۰) بازیکن فوتبال ایتالیایی‌تبار و کروات‌تبار اهل ایالات متحده آمریکا بود.
از باشگاه‌هایی که در آن بازی کرده‌است می‌توان به باشگاه فوتبال فیورنتینا، باشگاه فوتبال گراجانسکی زاگرب، باشگاه فوتبال رجینا، و باشگاه فوتبال رییکا اشاره کرد.